# Liste der Kreisstraßen im Landkreis Jerichower Land
Die Liste der Kreisstraßen im Landkreis Jerichower Land ist eine Auflistung der Kreisstraßen im Landkreis Jerichower Land, Sachsen-Anhalt. Die Gesamtlänge aller Kreisstraßen betrug am 1. Januar 2012 insgesamt 239 km.

## Abkürzungen
- K: Kreisstraße
- L: Landesstraße

## Liste
Die Kreisstraßen werden landesweit durchnummeriert und behalten die ihnen zugewiesene Nummer bei einem Wechsel in einen anderen Landkreis oder in eine kreisfreie Stadt innerhalb von Sachsen-Anhalt. Nicht vorhandene bzw. nicht nachgewiesene Kreisstraßen werden in Kursivdruck gekennzeichnet, ebenso Straßen und Straßenabschnitte, die unabhängig vom Grund (Herabstufung zu einer Gemeindestraße oder Höherstufung) keine Kreisstraßen mehr sind.
Die Kreisstraßen 1001 bis 1015 erhielten im Landkreis Jerichower Land eine Nummer, die bereits in einem anderen Landkreis vergeben wurde. Sie behalten die ihnen zugewiesene Nummer bei einem Wechsel in einen anderen Landkreis nicht.
| Nr.    | Verlauf |
| ------ | --- |
| K 1001 | K 1209 in Schartau – L 52                                                                                        |
| K 1002 | Ziegelsdorf – L 52 in Grabow                                                                                     |
| K 1003 | L 54 in Gladau – Brandenstein – Krüssau – Stresow – K 1211 – Kähnert – L 52                                      |
| K 1004 | L 52 in Drewitz – Dörnitz                                                                                        |
| K 1005 | K 1231 in Lüttgenziatz – K 1230 in Hohenziatz                                                                    |
| K 1006 | L 52 in Grabow – Friedensau – Pabsdorf – K 1231 – K 1230                                                         |
| K 1008 | L 52 in Wörmlitz – Kampf – K 1220 in Büden Bahnhof                                                               |
| K 1012 | L 52 in Theeßen – Räckendorf                                                                                     |
| K 1013 | L 31 – Hohenbellin – Altbellin                                                                                   |
| K 1014 | K 1196 in Nielebock – Seedorf                                                                                    |
| K 1015 | in Gommern – Dannigkow – Kreisgrenze – (K 1759 im Salzlandkreis)                                                 |
| K 1030 | in Jerichow – Mangelsdorf – Kleinmangelsdorf – Kreisgrenze – (K 1030 im Landkreis Stendal)                       |
| K 1183 | (K 1183 im Landkreis Börde) – ... – Elbe – Kreisgrenze – ... – Blumenthal – L 52 in Burg                         |
| K 1196 | (K 1196 im Landkreis Stendal) – Elbe – Kreisgrenze – L 54 – Ferchland – Nielebock – in Altenplathow              |
| K 1199 | in Altenplathow – Brettin – L 34 in Roßdorf                                                                      |
| K 1200 | in Redekin – Neuredekin                                                                                          |
| K 1201 | L 34 in Neuenklitsche – Altenklitsche – Güssow – Zabakuck – L 34                                                 |
| K 1202 | (K 6327 im Landkreis Havelland, Brandenburg) – Landesgrenze – Kuxwinkel – Schlagenthin – L 34 in Kleinwusterwitz |
| K 1203 | in Genthin – Belicke – Karow – Landesgrenze – (L 961 in Brandenburg)                                             |
| K 1205 | L 54 in Parey – Bergzow – K 1206 – Hagen – / in Genthin                                                          |
| K 1206 | K 1205 in Bergzow – in Parchen                                                                                   |
| K 1208 | in Burg – Parchau – Ihleburg – L 54 in Güsen                                                                     |
| K 1209 | (K 1209 im Landkreis Börde) – Elbfähre – Kreisgrenze – Schartau – L 52 in Burg                                   |
| K 1211 | Rietzel – Stresow – L 52                                                                                         |
| K 1212 | in Tucheim – Wülpen – Reesdorf – L 52 in Magdeburgerforth                                                        |
| K 1214 | in Schermen – Pietzpuhl                                                                                          |
| K 1216 | in Gerwisch – K 1217 – L 52 in Körbelitz                                                                         |
| K 1217 | K 1216 in Körbelitz – Woltersdorf – in Königsborn                                                                |
| K 1218 | in Königsborn – Klein Gübs – Gübs                                                                                |
| K 1219 | – Vogelsang |
| K 1220 | Büden – Büden Bahnhof – Nedlitz – – Pöthen – – in Gommern                                                        |
| K 1229 | L 55 – Altengrabow                                                                                               |
| K 1230 | in Möckern – K 1231 – Hohenziatz – Klein Lübars – L 55 in Lübars                                                 |
| K 1231 | Lüttgenziatz – K 1230                                                                                            |
| K 1233 | – Prödel – K 1237 – Lübs – K 1239 – Kreisgrenze – (K 1233 im Landkreis Anhalt-Bitterfeld)                        |
| K 1234 | – Dalchau – K 1784 – L 60 in Ladeburg                                                                            |
| K 1235 | – Rosian – K 1236 – K 1247 in Isterbies                                                                          |
| K 1236 | – Rottenau – K 1235                                                                                              |
| K 1237 | Dornburg – K 1233 in Prödel                                                                                      |
| K 1239 | K 1233 in Lübs – Kreisgrenze – (K 1239 im Landkreis Anhalt-Bitterfeld)                                           |
| K 1247 | K 1235 in Isterbies – Kreisgrenze – (K 1247 im Landkreis Anhalt-Bitterfeld)                                      |
| K 1784 | K 1234 in Dalchau – Brietzke – K 1785 – Kalitz                                                                   |
| K 1785 | in Zeppernick – K 1784 in Brietzke                                                                               |
| K 1786 | Wendgräben – in Loburg                                                                                           |